# Lijst van attracties in Tokyo Disneyland
Deze pagina bevat een lijst van attracties in het Japanse attractiepark Tokyo Disneyland.
| Naam                                                        | Attractietype         | Openingsjaar | Afbeelding |
| ----------------------------------------------------------- | --------------------- | ------------ | ---------- |
| Alice's Tea Party                                           | Theekopjesattractie   | 1986         |            |
| Beaver Brothers Explorer Canoes                             | Rondvaart             | 1983         |            |
| Big Thunder Mountain                                        | Mijntreinachtbaan     | 1987         |            |
| Buzz Lightyear's Astro Blasters                             | Interactieve darkride | 2004         |            |
| Castle Carrousel                                            | Draaimolen            | 1983         |            |
| Chip 'n Dale's Treehouse                                    | Walkthrough           | 1996         |            |
| Cinderella's Fairy Tale Hall                                | Walkthrough           |              |            |
| Country Bear Theater                                        | Animatronicsshow      | 1983         |            |
| Donald's Boat                                               | Speeltuin             | 1996         |            |
| Dumbo the Flying Elephant                                   | Draaimolen met armen  | 1982         |            |
| Enchanted Tale of Beauty and the Beast                      | Trackless darkride    | 2020         |            |
| The Enchanted Tiki Room: Stitch Presents "Aloha E KomoMai!" | Animatronicsshow      | 2008         |            |
| Gadget's Go Coaster                                         | Stalen achtbaan       | 1996         |            |
| Goofy's Paint 'n' Play House                                | Walkthrough           | 1996         |            |
| Haunted Mansion                                             | Spookhuis; darkride   | 1983         |            |
| "It's a small world"                                        | Dark water ride       | 1983         |            |
| Jungle Cruise: Wildlife Expeditions                         | Rondvaart             | 1983         |            |
| Mark Twain Riverboat                                        | Rondvaart             | 1983         |            |
| Mickey's PhilharMagic                                       | 4D-film               | 2011         |            |
| Minnie's House                                              | Walkthrough           | 1996         |            |
| Monsters, Inc. Ride & Go Seek                               | Interactieve darkride | 2009         |            |
| Omnibus                                                     | Oldtimers             | 1983         |            |
| Penny Arcade                                                | Arcadehal             | 1983         |            |
| Peter Pan's Flight                                          | Hangende darkride     | 1983         |            |
| Pinocchio's Daring Journey                                  | Darkride              | 1983         |            |
| Pirates of the Caribbean                                    | Dark water ride       | 1983         |            |
| Pooh's Hunny Hunt                                           | Trackless darkride    | 2000         |            |
| Roger Rabbit's Car Toon Spin                                | Darkride              | 1996         |            |
| Tom Sawyer Island Rafts                                     | Walkthrough           | 1983         |            |
| Toon Park                                                   | Walkthrough           | 1996         |            |
| Snow White's Adventures                                     | Darkride              | 1983         |            |
| Space Mountain                                              | Stalen achtbaan       | 1983         |            |
| Splash Mountain                                             | Boomstamattractie     | 1992         |            |
| StarJets                                                    | Red Baron             | 1983         |            |
| Star Tours: The Adventures Continue                         | Simulator             | 2013         |            |
| Stitch Encounter                                            | Interactieve film     | 2015         |            |
| Swiss Family Treehouse                                      | Walkthrough           | 1983         |            |
| Western River Railroad                                      | Smalspoorstoomtrein   | 1983         |            |
| Westernland Shootin' Gallery                                | Kermisspel            | 1983         |            |

Tokyo Disney Resort · Lijst van attracties in Tokyo Disneyland · Cinderella Castle · afbeeldingen